# Castro de El Cerco
El Cerco es un yacimiento arqueológico situado en la localidad española de Sejas de Aliste, perteneciente al término municipal de Rábano de Aliste, en la provincia de Zamora. En la actualidad, este enclave ha sido declarado bien de interés cultural con categoría de zona arqueológica por la por la Junta de Castilla y León.
Se encuentra situado al oeste de Sejas y se trata de un yacimiento que cuenta con una dilatada e ininterrumpida ocupación humana que comienza en la Edad del Hierro y perdura hasta la época romana, tal y como han puesto de manifiesto las diversas excavaciones arqueológicas realizadas. Las prospecciones arqueológicas han puesto de manifiesto la existencia de estructuras defensivas e indicios de actividad metalúrgica que se han datado en la primera Edad de Hierro, así como otras de épocas posteriores que podrían llegar a ser de época romana. El castro es por tanto uno de los escasos testimonios de la cultura castreña del occidente de la provincia de Zamora.